# Игдал

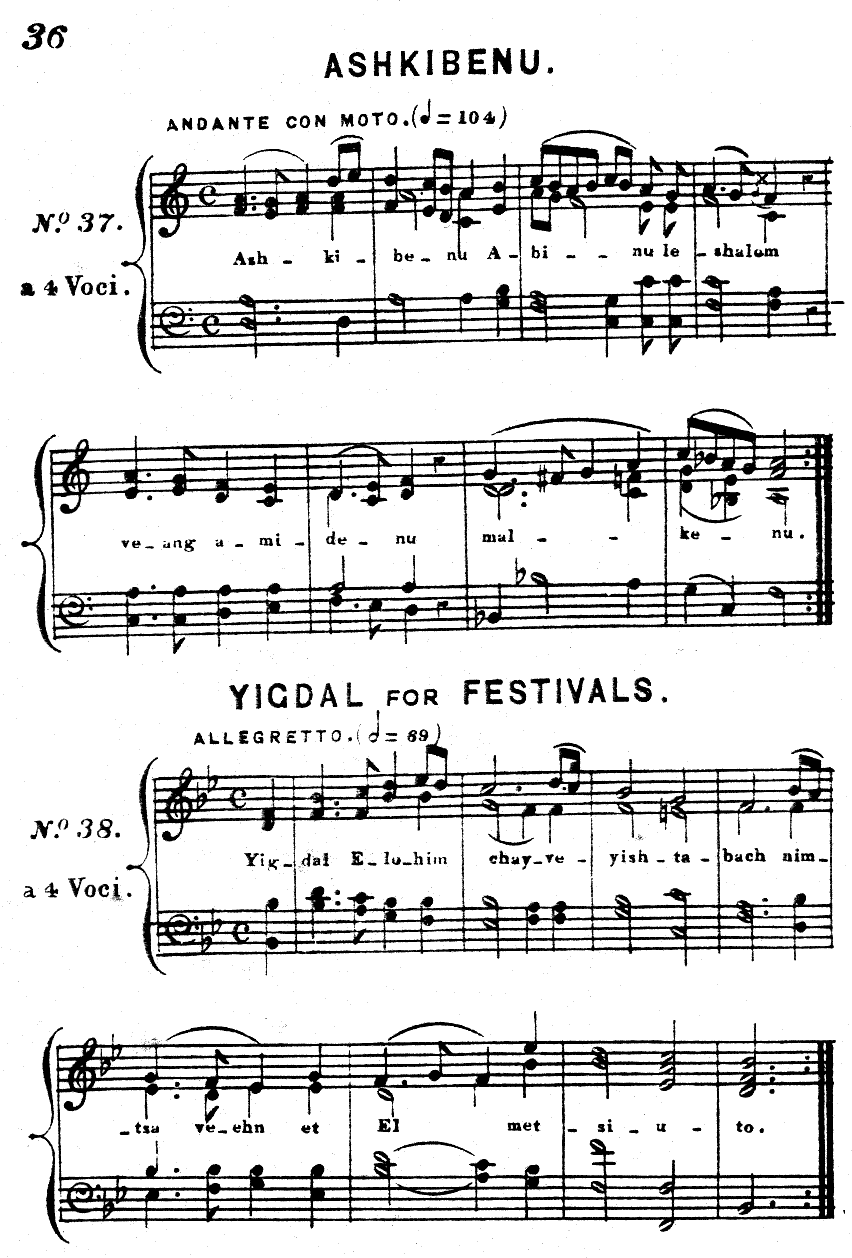
Вверху — мелодия Хашкивену евреев-сефардов испано-португальской диаспоры,
внизу — мелодия Игдаля

Игдал (игда́л, иигдал, йигда́ль, от средневек. ивр. יגדל‎ — «да возвеличится») — пиют и каббалистская молитва. Содержание игдал, наряду с ани маамин, являются поэтическими переложениями тринадцати принципов иудаизма, составленных Маймонидом. Сочинение пиюта приписывают даяну Рима Даниэлю бен Иехуде. Литургический гимн «Игдал» также является сокращённой адаптацией поэмы Иммануэля Римского 4-я «Тетрадь». Предположительно, характер молитвы — кредо, сложился как реакция на влияние христианской среды.
Игдал поют ашкеназские, сефардские и йеменские евреи в завершение вечернего богослужения накануне суббот и праздников. Хасиды исключили игдал из своего богослужения. Разные еврейские общины имеют свои мелодии для игдал.

## Текст
Игдал имеет метрическое строение; все 13 строф объединены общей рифмой. Ашкеназская редакция содержит 13 строф, по строфе на каждый догмат; в сефардской редакции добавлено послесловие «вот 13 основ иудейской веры и принципов Закона Божиего». Число тринадцать — священное (счастливое) число, которое каббалисты трактуют как гематрию слова эхад (אחד‎ — «един», см. Втор. 6:4), символизирующих Всевышнего. Согласно «Зогару», следует ограничиваться 13-ю выражениями соответственно 13-ти атрибутам Божиим. Когда был провозглашён католический Символ веры о Троице, в ответ Маймонид составил иудейский Символ веры о единстве Бога, позднее появились игдал и ани маамин, перефразирующие иудейский Символ веры Маймонида. Игдал и кадиш содержат похожие фразы и наполнены парафразами библейских цитат.
Молитва «Игдал» соответствует средневековым представлениям, попытке очертить 13 принципов иудейской веры, составленных Маймонидом:
1. Бог есть;
2. Бог — Един;
3. Бог — Бестелесен;
4. Бог — Вечен;
5. поклонение лишь Богу;
6. пророчества — истинны…
7. …потому что Моисей — от Бога;
8. Тора — священна;
9. Тора не стала «ветхим» заветом, а потому и незаменяема «новым» заветом;
10. Бог всё видит…
11. …а потому Бог всем воздаст;
12. Мессия придёт;
13. а мёртвые воскреснут.

1. Да возвеличится Бог Живой и Славный, Сущий вне времени,
2. Един и нет другого, Сокрыт и Бесконечен,
3. Бестелесен, несравнимо Свят,
4. Творец, Нетварный же Сам,
5. владея созданным, всё указует на величие и царствие Его,
6. одарил провидением мужей избранных и достойных,
7. лишь Моисей, пророк в племени Израильском, узрел образ Божий,
8. Тору дал племени Божиему чрез пророка Своего,
9. не заменял Бог Закона Своего иным,
10 Провидец Он и зрит кончину всякого,
11. Воздающий праведным и нечестивым по заслугам,
12. пришлёт Искупителя ожидающим избавления,
13. умерших воскресит Бог по милости Своей, да быть благословенным имени славному Его во веки веков!
Оригинальный текст (иврит)
1. יגדל אלהים חי וישתבח נמצא ואין עת אל מציאותו‎
2. אחד ואין יחיד כיחודו נעלם וגם אין סוף לאחדותו‎
3. אין לו דמות הגוף ואינו גוף לא נערך אליו קדשתו‎
4. קדמון לכל דבר אשר נברא ראשון ואין ראשית לראשיתו‎
5. הנו אדון עולם לכל נוצר יורה גדלתו ומלכותו‎
6. שפע נבואתו נתנו אל אנשי סגלתו ותפארתו‎
7. לא קם בישראל כמשה עוד נביא ומביט את תמונתו‎
8. תורת אמת נתן לעמו אל על יד נביאו נאמן ביתו‎
9. לא יחליף האל ולא ימיר דתו לעולמים לזולתו‎
10. צופה ויודע סתרינו מביט לסוף דבר בקדמתו‎
11. גומל לאיש חסד כמפעלו נותן לרשע רע כרשעתו‎
12. ישלח לקץ הימין משיחנו לפדות מחכי קץ ישועתו‎
13. מתים יחיה אל ברב חסדו ברוך עדי עד שם תהלתו‎
— Сидур «Врата Молитвы» (Шаарей Тфила), стр. 105